# Cristian Săpunaru
Ionut Cristian Săpunaru (Bucarest, Rumanía, 5 de abril de 1984) es un exfutbolista rumano que militaba en el Rapid de Bucarest de la Liga I.

## Trayectoria
Săpunaru empezó su carrera futbolística en las categorías inferiores del Nacional de Bucarest hasta que en la temporada 2002-03 pasa a formar parte de la primera plantilla del club. Su debut en la Liga I se produjo el 1 de diciembre de 2002 en un partido contra el Gloria Bistriţa. Ese mismo año su equipo alcanzó la final de la Copa de Rumania, trofeo que no pudo llevarse al perder contra el Dinamo de Bucarest en la final por un gol a cero.
En sus primeros años no disfruta de muchas oportunidades de jugar, así que en el mercado de invierno de la temporada siguiente se marcha cedido al Callatis Mangalia, un equipo que militaba por aquel entonces en la Liga II.
Al finalizar esa campaña regresó a su club, donde, poco a poco, empezó a jugar partidos de forma más regular. En la temporada 2005-06 consiguió llegar de nuevo con su equipo a la final de Copa, y de nuevo el trofeo se le escapó. Esta vez el campeón sería el Rapid de Bucarest, que ganó la final por un gol a cero.
Precisamente el Rapid de Bucarest sería el nuevo equipo de Săpunaru la temporada siguiente, en la que se proclamó campeón de Copa. También ganó la Supercopa de Rumanía. Con este equipo debutó en la Copa de la UEFA.
En 2008 el FC Oporto portugués se interesó por el jugador y pagó 2,5 millones de euros para hacerse con sus servicios. Săpunaru firmó un contrato por cinco temporadas.
El 31 de agosto de 2012 rescindió su contrato con el Oporto y firma por el Real Zaragoza de la Primera División española por una temporada.
Tras unas semanas sin saber cual sería su próximo equipo el jugador Rumano se decantó por el Elche C. F., Sapunaru firma un contrato el 25 de julio de 2013 con la entidad ilicitana por 600.000€ durante 3 años.
En el verano de 2014 rescindió su contrato para volver a su país y jugar en el Rapid de Bucarest.

## Selección nacional
Ha sido internacional con la selección de fútbol de Rumania en 36 ocasiones. Su debut como internacional se produjo el 31 de mayo de 2008 en un partido contra Montenegro.

## Clubes
| Club                  | País     | Año       |
| --------------------- | -------- | --------- |
| Nacional de Bucarest  | Rumania  | 2002-2003 |
| FC Callatis Mangalia  | Rumania  | 2003-2004 |
| Nacional de Bucarest  | Rumania  | 2004-2006 |
| Rapid de Bucarest     | Rumania  | 2006-2008 |
| F. C. Porto           | Portugal | 2008-2010 |
| Rapid de Bucarest     | Rumania  | 2010      |
| F. C. Porto           | Portugal | 2010-2012 |
| Real Zaragoza         | España   | 2012-2013 |
| Elche C. F.           | España   | 2013-2014 |
| Rapid de Bucarest     | Rumania  | 2015      |
| CS Pandurii Târgu Jiu | Rumania  | 2015-2016 |
| Astra Giurgiu         | Rumania  | 2016-2017 |
| Kayserispor           | Turquía  | 2017-2019 |
| Denizlispor           | Turquía  | 2019-2020 |
| Kayserispor           | Turquía  | 2020-2021 |
| Rapid de Bucarest     | Rumania  | 2021-2025 |

## Palmarés
- 1 Copa de Rumania (Rapid de Bucarest, 2006-2007)
- 1 Supercopa de Rumanía (Rapid de Bucarest, 2007-2008)
- 3 Ligas de Portugal (FC Oporto, 2008-2009, 2010-2011 y 2011-2012)
- 2 Copas de Portugal (FC Oporto, 2008-2009 y 2010-2011)
- 4 Supercopas de Portugal (FC Oporto, 2009-2010, 2010-2011, 2011-2012 y 2012-2013)
- 1 Europa League (FC Oporto, 2010-2011)